# Jan de Jounge
Jan Arendt de Jounge, född 5 augusti 1929 i Stockholm, död 26 januari 2008, var en svensk direktör och generalkonsul.

## Biografi
de Jounge var son till direktören Arendt de Jounge och Inga Åstrand. Han tog studentexamen vid Lundsbergs skola 1948 och tog juris kandidatexamen i Stockholm 1952. Han diplomerades från Handelshögskolan i Stockholm 1955 och gjorde tingstjänstgöring i Hedemora tingslag 1955-1957. de Jounge var ombudsman i Rederi AB Transatlantic 1958, direktör 1962, andre vice VD 1964-1972, vice VD 1972-1979, Transatlantics representant i Nordamerika från 1979.
Han var styrelseledamot i AB Godsemottagning, ledamot i Sveriges Redareförenings skattedelegation, Göteborgs hamnarbetskontors direktion, sjömansnämnden Göteborg, rev.suppleant Skånska Cement AB och Iföverken. de Jounge var även styrelseledamot i Atlantic Container Line Ltd Bermuda, Atlantic Container Line AB, AB Scanfreight, Rederi AB Transatlantic, Rederi AB Transocean, Tor Line AB, Trans-Ryb AB, Transconsultants AB och AB Svenska Godscentraler. År 1973 blev han generalkonsul för Nederländerna.
de Jounge gifte sig 1960 med Birgitta, född Kennedy (1934-1997), dotter till direktören Arvid Kennedy och Ebba Ahlstrand. Han var far till fyra barn. de Jounge bodde i Hillsborough, Kalifornien och sedan i Burlingame, Kalifornien fram till sin död 2008.